# Det sidste forbund af mennesker og elverfolk
I J. R. R. Tolkiens fiktive Ringenes Herre-verden, var Det sidste forbund af mennesker og elverfolk (også kaldet Den sidste alliance af elvere og mennesker) et forbund, der, som navnet antyder, sikrede alliance mellem menneskene og elverfolket, i en tid, hvor den onde fyrst Sauron var få skridt fra at overtage herredømmet over Midgård. Forbundet blev stiftet i år 3430 i den Solens Anden Alder. Konflikten førte til Det Sidste Forbunds Krig mod Sauron, hvor menneskene under kong Elendil og elverne under Gil-Galad kæmper mod Sauron og hans hær. Krigen inkluderer Slaget ved Dagorlad og Det Sorte Tårns belejring. I Ringenes Herre - Eventyret om Ringen beskriver elveren Elrond krigen.

## Historien bag krigen
Elendil indgår alliance med Gil-Galad, idet både mennesker og elvere ønsker at gøre en ende på Saurons magt. Sammen opbygger de en hær og vandrer mod Mordor og Saurons hære. Her påbegyndes kampen, Det Sorte Tårn belejres i syv år, hvorefter Sauron selv kommer ud. Han slår menneskene tilbage, og rammer også Elendil, som flyver gennem luften, rammer en klippe og taber sit sværd, Nasil.
Hans søn Isildur løber hen for at hjælpe sin far, som ligger forslået og døende på jorden. Da ser Isildur, at Sauron nærmer sig. Idet han forsøger at få fat på sin fars sværd, træder Sauron oven på det, så det knækker midt over. Men netop som Sauron skal til at svinge sit våben, griber Isildur det ødelagte sværd, og hugger Saurons hånd af. På en af fingrene sidder Den Ene Ring.
Saurons krop dør og den sorte ånd flygter langt bort, mens Isildur nu ligger ved siden af sin far og betragter ringen. Da kommer Elrond hen til ham, og beder ham følge ham. De går sammen op på det nærliggende Dommedagsbjerg, i hvis lava ringen blev lavet, og hvis ild er det eneste, der kan destruere den. Da beder Elrond Isildur smide ringen i lavaen, men Isildur nægter, og siger, at ringen er hans. Derpå forlader han Elrond, for at beholde ringen.